# Константин, Эдди
Э́дди Ко́нстантин (англ. Eddie Constantine; 29 октября 1917 или 29 октября 1913, Лос-Анджелес, Калифорния — 25 февраля 1993, Висбаден), настоящее имя Э́двард Константино́вский (англ. Edward Constantinowsky) — французский певец и киноактёр. Современному зрителю наиболее известен благодаря главной роли в антиутопии «Альфавиль» (1965).

## Биография
Эдвард Константиновский родился 29 октября 1913 (или 1917) года в Лос-Анджелесе в семье славянских эмигрантов: его отец был русским, мать — полькой, оба — оперные певцы. В биографии Константина, имевшего опыт в подложных документах, легендах, именах (не без помощи своего героя спецагента Лемми Коушена), имеется мистификация, связанная с точной датой его рождения. Источники разнятся и называют попеременно то 1913-й год, то 1917-й. Эдвард пытался стать певцом или сниматься в фильмах, но весь его успех заключался в одной эпизодической роли в мюзикле «Рождённая танцевать» (1936), и тогда он принял решение попробовать осуществить свои мечты в Европе.
В начале 1950-х Эдвард эмигрировал во Францию и начал выступать в парижских кабаре. Вскоре его заметила известная певица Эдит Пиаф, которая пригласила его в свой мюзикл  La p’tite Lili, позже Эдди переводил для неё на английский язык её песни. В 1960-х годах получил французское гражданство. C начала 1970-х бо́льшую часть времени проводил в Германии. Основная его роль — сыщик Лемми Каушен, которую он воплотил в десятке фильмов на протяжении 40 лет.
Скончался 25 февраля 1993 года в Висбадене от инфаркта миокарда.

### Личная жизнь
Эдди Константин был женат трижды:
- Хелинка Мусилова — развод
  - Трое детей. Один из них, Лемми Константин (род. 1957), стал, как и отец, певцом и актёром[6].
- Дороти Гибсон — с 1977 по 1978 год, развод
- Майя Фабер-Дженсен — с 1979 по 1993 год
  - Один ребёнок

## Избранные работы

### Актёр
- 1953 — Ядовитый плющ / фр. La Môme vert-de-gris — Лемми Коушен
- 1953 — Этот человек опасен / фр. Cet homme est dangereux — Лемми Коушен
- 1954 — Гуляющие женщины / фр. Les femmes s'en balancent — Лемми Коушен / Селби Фрайме
- 1956 — Бандиты / Les Truands — Джим Эспозито
- 1957 — Дамы предпочитают мамбо / фр. Ces dames préfèrent le mambo — капитан Барт Брикфорд
- 1958 — Паспорт позора / англ. Passport to Shame — Джонни Маквей
- 1959 — Разборки среди женщин / фр. Du rififi chez les femmes — Уильямс (в титрах не указан)
- 1959 — / англ. SOS Pacific — Марк
- 1960 — Бомбы на Монте-Карло / нем. Bomben auf Monte Carlo — капитан Эдди Кронен
- 1962 — Семь смертных грехов / Les Sept Péchés capitaux — камео (в новелле La paresse)
- 1962 — Клео от 5 до 7 / фр. Cléo de 5 à 7 — Л’Аррозье (в титрах не указан)
- 1962 — Мы поедем в Довиль / Nous irons à Deauville — бойфренд пляжной красотки (в титрах не указан)
- 1963 — Что делает тебя… милашкой / фр. À toi de faire... mignonne — Лемми Коушен, частный детектив
- 1964 — / фр. Nick Carter va tout casser — Ник Картер
- 1965 — / фр. Nick Carter et le trèfle rouge — Ник Картер
- 1965 — Сто кирпичей и черепица / фр. Cent briques et des tuiles — посетитель в баре
- 1965 — Альфавиль / Alphaville, une étrange aventure de Lemmy Caution — Лемми Коушен, частный детектив
- 1968 — Хватит! / фр. À tout casser — Рик
- 1970 — Малатеста / Malatesta — Малатеста
- 1971 — Предостережение от святой проститутки / Warnung vor einer heiligen Nutte — камео
- 1973 — Мир на проводе / нем. Welt am Draht — человек в Роллс-Ройсе
- 1977 — Рейд на Энтеббе / Raid On Entebbe — капитан Мишель Беко
- 1979 — Третье поколение / нем. Die dritte Generation — Питер Лурц
- 1980 — Похитители автомобилей / нем. Car-napping – bestellt – geklaut – geliefert — Ларуа, офицер полиции
- 1980 — Долгая Страстная пятница / The Long Good Friday — Чарли
- 1981 — Гадкий Орландо / нем. Freak Orlando
- 1982 — Тигровые отряды / Les Brigades du Tigre — Космано (в одном эпизоде)
- 1982 — Rote Liebe - Wassilissa — Павел Павлович
- 1983 — Der Schnüffler — Григорий Устинов
- 1983 — Kottan ermittelt — Лемми Коушен
- 1984 — Tiger - Frühling in Wien — Лемми Коушен
- 1986 — Макаронный блюз / Makaroni Blues — Лемми Коушен
- 1987 — Тётя Франкенштейна / фр. La Tante de Frankenstein — Алоис, Дух воды (во всех 7 эпизодах)
- 1987 — Хельсинки-Неаполь всю ночь напролёт / итал. Napoli-Berlino, un taxi nella notte — старый гангстер
- 1989 — Возвращение Лемми Коушена / Le retour de Lemmy Caution — Лемми Коушен
- 1991 — Европа / Europa — полковник Гаррис
- 1991 — Германия, год 90: Одиночества / фр. Allemagne année 90 neuf zéro — Лемми Коушен, частный детектив

### Певец
- Quand les hommes vivront d'amour (кавер-версия на немецком языке)